# Sèvres-traktaten
Sèvres-traktaten (10. august 1920) var en fredstraktat mellem Det Osmanniske Rige og Ententemagterne. Versailles fredstraktaten var underskrevet umiddelbart før, og den havde annulleret  tyske økonomiske rettigheder, virksomheder og koncessioner i andre lande.  Frankrig, Storbritannien og Italien underskrev samme dato en hemmelig trepartsaftale. Trepartsaftalen bekræftede Storbritanniens olie- og kommercielle koncessioner og overdrog de tidligere tyske virksomheder i Osmannerriget til et treparts selskab. De åbne forhandlinger, som strakte sig over mere end 15 måneder, begyndte ved Paris fredskonferencen, fortsatte ved London Konferencen og fik sin endelige udformning ved premierministerkonferencen i San Remo i april 1920. Frankrig, Italien og Storbritannien var allerede i 1915 hemmeligt begyndt at opdele Osmannerriget. Forsinkelsen skyldtes, at landene ikke kunne blive enige om en aftale. Det skyldtes den spirende tyrkiske nationalbevægelse. Sèvres-traktaten blev annulleret under indtryk af den tyrkiske uafhængighedskrig, og parterne underskrev og ratificerede i stedet Lausanne-traktaten i 1923.

## Underskrivere
Repræsentanterne underskrev aftalen i Sèvres i Frankrig.
Aftalen havde fire underskrivere: Rıza Tevfik, storvesir Damat Ferid Pasha, ambassadør Hadi Pasha og undervisningsminister Reşid Halis som var godkendt af Sultan Mehmed VI. Aftalen blev ikke sendt til ratifikation i det osmanniske parlament, da det var opløst den 18. marts 1920 af briterne under besættelsen af Istanbul. Traktaten blev aldrig ratificeret af det Osmanniske Rige.
Af de allierede magter deltog USA ikke. Rusland deltog heller ikke, fordi det havde forhandlet  Brest-Litovsk-aftalen med det Osmanniske Rige i 1917. I denne traktat havde storvesir Talat Pasha insisteret på, at Det Osmanniske Rige fik de områder, som Rusland havde erobret i den Russisk-tyrkiske Krig (1877–1878), specielt Ardahan, Kars, og Batumi. Sir George Dixon Grahame underskrev for Storbritannien , Alexandre Millerand for Frankrig and grev Lelio Bonin Longare for Italien.
Af de allierede kunne Grækenland ikke acceptere de nye grænser og underskrev aldrig. Avetis Aharonian, Formanden for delegationen fra den Demokratiske Armenske Republik, som underskrev Batum-aftalen den 4. juni 1918, underskrev også denne aftale.